# Corey Crawford
Pour les articles homonymes, voir Crawford.
Corey Crawford (né le 31 décembre 1984 à Châteauguay, ville de la province de Québec au Canada) est un joueur professionnel canadien de hockey sur glace évoluant à la position de gardien de but.

## Carrière
Crawford évolua durant quatre saisons avec les Wildcats de Moncton de la Ligue de hockey junior majeur du Québec se voyant durant son séjour avec ceux-ci, être réclamé en deuxième ronde par les Blackhawks de Chicago lors du repêchage d'entrée dans la LNH de 2003. Il participe avec l'équipe LHJMQ au Défi ADT Canada-Russie en 2003.
Il ne devient cependant joueur professionnel qu'en 2005, année où il rejoint le club affilié aux Hawks dans la Ligue américaine de hockey, les Admirals de Norfolk. Crawford fut également appelé à prendre part à ces deux premières rencontres dans la LNH au cours de cette même saison avant de retourner dans la LAH pour y terminer la saison.
Après avoir rejoint le nouveau club-école des Blackhawks, les IceHogs de Rockford à l'aube de la saison 2007-2008. Crawford fut appelé à nouveau par Chicago et prit part cette fois à un total de cinq rencontres avant de retourner avec les IceHogs.
Lors de la saison 2010-2011, à la suite des départs des gardiens Antti Niemi et Cristobal Huet, il commence la saison comme deuxième gardien de l'équipe derrière Marty Turco, mais parvient à prendre la place de Turco en cours de saison pour devenir le gardien numéro un de l'équipe. Alors qu'il avait disputé moins de dix parties dans la LNH avant le début de la saison, il a joué 57 matchs durant la saison.
Le 24 juin 2013, il remporte la Coupe Stanley 2013 avec les Blackhawks en vainquant les Bruins de Boston en finale.
Il remporte le trophée William-M.-Jennings, remis au gardien de l'équipe ayant encaissé le moins de but, qu'il partage avec Carey Price des Canadiens de Montréal. Cette même saison, il remporte sa deuxième Coupe Stanley avec les Blackhawks après avoir battu le Lightning de Tampa Bay 4 matchs à 2 en finale.
À l'occasion de la Coupe du monde de hockey 2016, il fait partie des trois gardiens sélectionnés par l'équipe du Canada avec Carey Price et Braden Holtby. Il ne joue qu'un seul match au cours du tournoi, un match du tour préliminaire face à la sélection européenne et qui se termine par une victoire 4-1 en faveur des joueurs canadiens.
Le 9 janvier 2021, Crawford annonce définitivement sa retraite de la LNH.

## Statistiques

### En club
| Saison     | Équipe                | Ligue      |     | Saison régulière | Saison régulière | Saison régulière | Saison régulière | Saison régulière | Saison régulière | Saison régulière | Saison régulière | Saison régulière | Saison régulière |    | Séries éliminatoires | Séries éliminatoires | Séries éliminatoires | Séries éliminatoires | Séries éliminatoires | Séries éliminatoires | Séries éliminatoires | Séries éliminatoires | Séries éliminatoires |
| Saison     | Équipe                | Ligue      | PJ  | V                | D                | Pr/N             | Min              | BC               | Moy              | % Arr            | Bl               | Pun              | PJ               | V  | D                    | Min                  | BC                   | Moy                  | % Arr                | Bl                   | Pun                  |                      |                      |
| 2001-2002  | Wildcats de Moncton   | LHJMQ      | 38  | 9                | 20               | 3                | 1 863            | 40               | 3,74             | -                | 1                | 0                | -                | -  | -                    | -                    | -                    | -                    | -                    | -                    | -                    |                      |                      |
| 2002-2003  | Wildcats de Moncton   | LHJMQ      | 50  | 24               | 17               | 6                | 2 855            |                  | 2,73             | 91,5             | 2                | 0                | 6                | 2  | 3                    |                      |                      | 2,15                 | 90,0                 | 0                    | 0                    |                      |                      |
| 2003-2004  | Wildcats de Moncton   | LHJMQ      | 54  | 35               | 15               | 3                | 3 019            |                  | 2,62             | 91,9             | 2                | 12               | 20               | 13 | 6                    |                      |                      | 2,15                 | 94,0                 | 0                    | 0                    |                      |                      |
| 2004-2005  | Wildcats de Moncton   | LHJMQ      | 51  | 28               | 16               | 6                | 2 942            |                  | 2,47             | 92,0             | 6                | 8                | 12               | 6  | 6                    |                      |                      | 2,73                 | 91,8                 | 1                    | 0                    |                      |                      |
| 2005-2006  | Blackhawks de Chicago | LNH        | 2   | 0                | 0                | 1                | 86               | 5                | 3,49             | 87,8             | 0                | 0                | -                | -  | -                    | -                    | -                    | -                    | -                    | -                    | -                    |                      |                      |
| 2005-2006  | Admirals de Norfolk   | LAH        | 48  | 22               | 23               | 1                | 2 734            |                  | 2,94             | 89,8             | 1                | 0                | 1                | 0  | 0                    |                      |                      | 3,49                 | 75,0                 | 0                    | 0                    |                      |                      |
| 2006-2007  | Admirals de Norfolk   | LAH        | 60  | 38               | 20               | 2                | 3 467            |                  | 2,84             | 90,9             | 1                | 15               | 6                | 2  | 4                    |                      |                      | 3,31                 | 0                    | -                    | 0                    |                      |                      |
| 2007-2008  | Blackhawks de Chicago | LNH        | 5   | 1                | 2                | 0                | 224              | 8                | 2,14             | 92,9             | 1                | 0                | -                | -  | -                    | -                    | -                    | -                    | -                    | -                    | -                    |                      |                      |
| 2007-2008  | IceHogs de Rockford   | LAH        | 55  | 29               | 19               | 3                | 3 028            |                  | 2,83             | 90,7             | 3                | 8                | -                | -  | -                    | -                    | -                    | -                    | -                    | -                    | -                    |                      |                      |
| 2008-2009  | IceHogs de Rockford   | LAH        | 47  | 22               | 20               | 3                | 2 686            | 116              | 2,59             | 91,7             | 2                | 4                | 2                | 0  | 2                    | 117                  | 5                    | 2,57                 | 90,9                 | 0                    | 0                    |                      |                      |
| 2008-2009  | Blackhawks de Chicago | LNH        | -   | -                | -                | -                | -                | -                | -                | -                | -                | -                | 1                | 0  | 0                    | 16                   | 1                    | 3,75                 | 85,7                 | 0                    | 0                    |                      |                      |
| 2009-2010  | Rockford IceHogs      | LAH        | 43  | 24               | 16               | 2                | 2 521            | 112              | 2,67             | 90,9             | 1                | 4                | 4                | 0  | 4                    | 216                  | 13                   | 3,61                 | 87,1                 | 0                    | 0                    |                      |                      |
| 2009-2010  | Blackhawks de Chicago | LNH        | 1   | 0                | 1                | 0                | 59               | 3                | 3,04             | 91,4             | 0                | 0                | -                | -  | -                    | -                    | -                    | -                    | -                    | -                    | -                    |                      |                      |
| 2010-2011  | Blackhawks de Chicago | LNH        | 57  | 33               | 18               | 6                | 3 337            | 128              | 2,30             | 91,7             | 4                | 2                | 7                | 3  | 4                    | 435                  | 16                   | 2,21                 | 92,7                 | 1                    | 0                    |                      |                      |
| 2011-2012  | Blackhawks de Chicago | LNH        | 57  | 30               | 17               | 7                | 3 218            | 146              | 2,72             | 90,3             | 0                | 0                | 6                | 2  | 4                    | 396                  | 17                   | 2,58                 | 89,3                 | 0                    | 0                    |                      |                      |
| 2012-2013  | Blackhawks de Chicago | LNH        | 30  | 19               | 5                | 5                | 1 761            | 57               | 1,94             | 92,6             | 3                | 4                | 23               | 16 | 7                    | 1 504                | 46                   | 1,84                 | 93,2                 | 1                    | 0                    |                      |                      |
| 2013-2014  | Blackhawks de Chicago | LNH        | 59  | 32               | 16               | 10               | 3 395            | 128              | 2,26             | 91,7             | 2                | 0                | 19               | 11 | 8                    | 1 234                | 52                   | 2,53                 | 91,2                 | 1                    | 0                    |                      |                      |
| 2014-2015  | Blackhawks de Chicago | LNH        | 57  | 32               | 20               | 5                | 3 333            | 126              | 2,27             | 92,4             | 2                | 8                | 20               | 13 | 6                    | 1 223                | 47                   | 2,31                 | 92,4                 | 2                    | 0                    |                      |                      |
| 2015-2016  | Blackhawks de Chicago | LNH        | 58  | 35               | 18               | 5                | 3 323            | 131              | 2,37             | 92,4             | 7                | 2                | 7                | 3  | 4                    | 448                  | 19                   | 2,54                 | 90,7                 | 0                    | 2                    |                      |                      |
| 2016-2017  | Blackhawks de Chicago | LNH        | 55  | 32               | 18               | 4                | 3 247            | 138              | 2,55             | 91,8             | 2                | 2                | 4                | 0  | 4                    | 254                  | 12                   | 2,83                 | 90,2                 | 2                    | 0                    |                      |                      |
| 2017-2018  | Blackhawks de Chicago | LNH        | 28  | 16               | 9                | 2                | 1 584            | 60               | 2,27             | 92,9             | 2                | 0                | -                | -  | -                    | -                    | -                    | -                    | -                    | -                    | -                    |                      |                      |
| 2018-2019  | Blackhawks de Chicago | LNH        | 39  | 14               | 18               | 5                | 2 213            | 108              | 2,93             | 90,8             | 2                | 0                | -                | -  | -                    | -                    | -                    | -                    | -                    | -                    | -                    |                      |                      |
| 2019-2020  | Blackhawks de Chicago | LNH        | 40  | 16               | 20               | 3                | 2 340            | 108              | 2,77             | 91,7             | 1                | 0                | 9                | 4  | 4                    | 544                  | 30                   | 3,31                 | 90,7                 | 0                    | 0                    |                      |                      |
| Totaux LNH | Totaux LNH            | Totaux LNH | 488 | 264              | 166              | 54               | 25 779           | 1 038            | 2,46             | 91,7             | 26               | 18               | 87               | 48 | 37                   | 5 509                | 210                  | 2,29                 | 91,9                 | 5                    | 2                    |                      |                      |

### En équipe nationale
| Année | Compétition    |   | PJ | V | D  | Min | BC | Moy | % Arr | Bl | Pun       |  | Résultat |
| 2016  | Coupe du monde | 1 | 1  | 0 | 60 | 1   | 1  | 95  | 0     |    | Vainqueur |  |          |

## Trophées et honneurs personnels
- 2003-2004 :
  - nommé joueur défensif de l'année de la LHJMQ.
  - nommé dans la deuxième équipe d'étoiles de la LHJMQ.
- 2004-2005 : nommé dans la deuxième équipe d'étoiles de la LHJMQ.
- 2010-2011 : nommé dans l'équipe d'étoiles des recrues de la LNH.
- 2012-2013 : 
  - remporte le trophée William-M.-Jennings avec son coéquipier Ray Emery.
  - champion de la coupe Stanley avec les Blackhawks de Chicago.
- 2014-2015 :
  - participe au 60e Match des étoiles de la LNH.
  - remporte le trophée William-M.-Jennings avec Carey Price des Canadiens de Montréal.
  - champion de la Coupe Stanley avec les Blackhawks de Chicago.